# 飞行数据采集单元
飞行数据采集单元（英語：flight-data acquisition unit，FDAU）是从大量传感器和航空电子系统接收各种离散、模拟和数字参数，然后路由到飞行数据记录仪（FDR）和快速存取记录器（QAR；如果已安装）的单元。FDAU的信息以特定的数据帧格式发送到FDR，具体取决于飞机制造商。 